# El Chaltén
El Chaltén är ett argentinskt nybyggarsamhälle i provinsen Santa Cruz i sydvästra Argentina beläget 220 kilometer nordväst om El Calafate. Samhället grundades 1985 som en del i ett geopolitiskt spel med Chile om gränsdragningarna i området och för att markera Argentinas anspråk. El Chaltén har på senare år blivit ett centrum för vandringar och bergsklättringar i de omgivande bergen som bland annat rymmer de två berömda topparna Fitz Roy och Cerro Torre. Samhället har en befolkning på omkring 700 invånare (2005) men växer relativt snabbt på grund av den växande besöksnäringen. Det finns moderna vägförbindelser till El Calafate via en asfalterad väg.

## Bilder

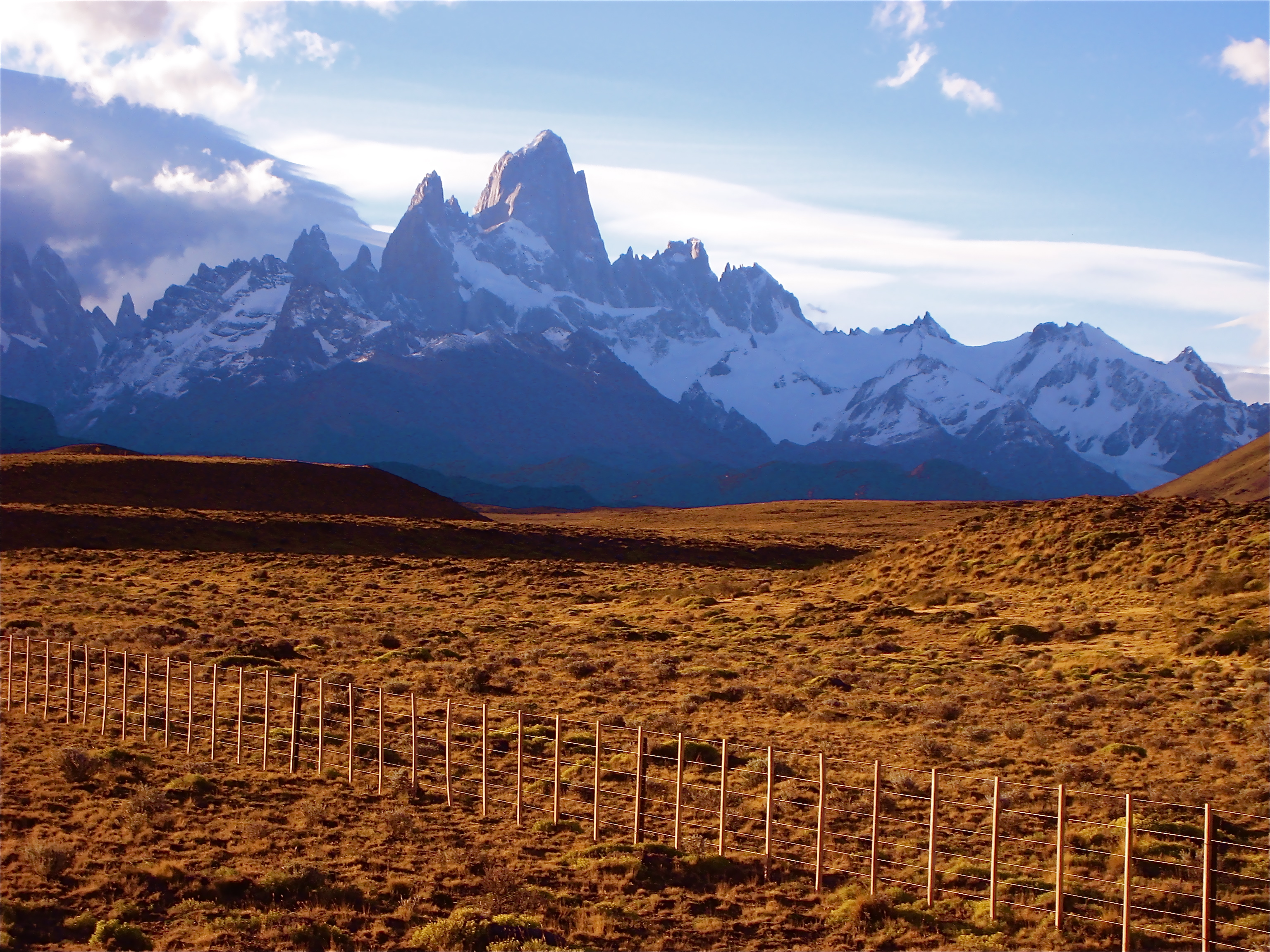
Vy från vägen mellan El Calafate och El Chaltén. Ovanför reser sig Fitz Roy.
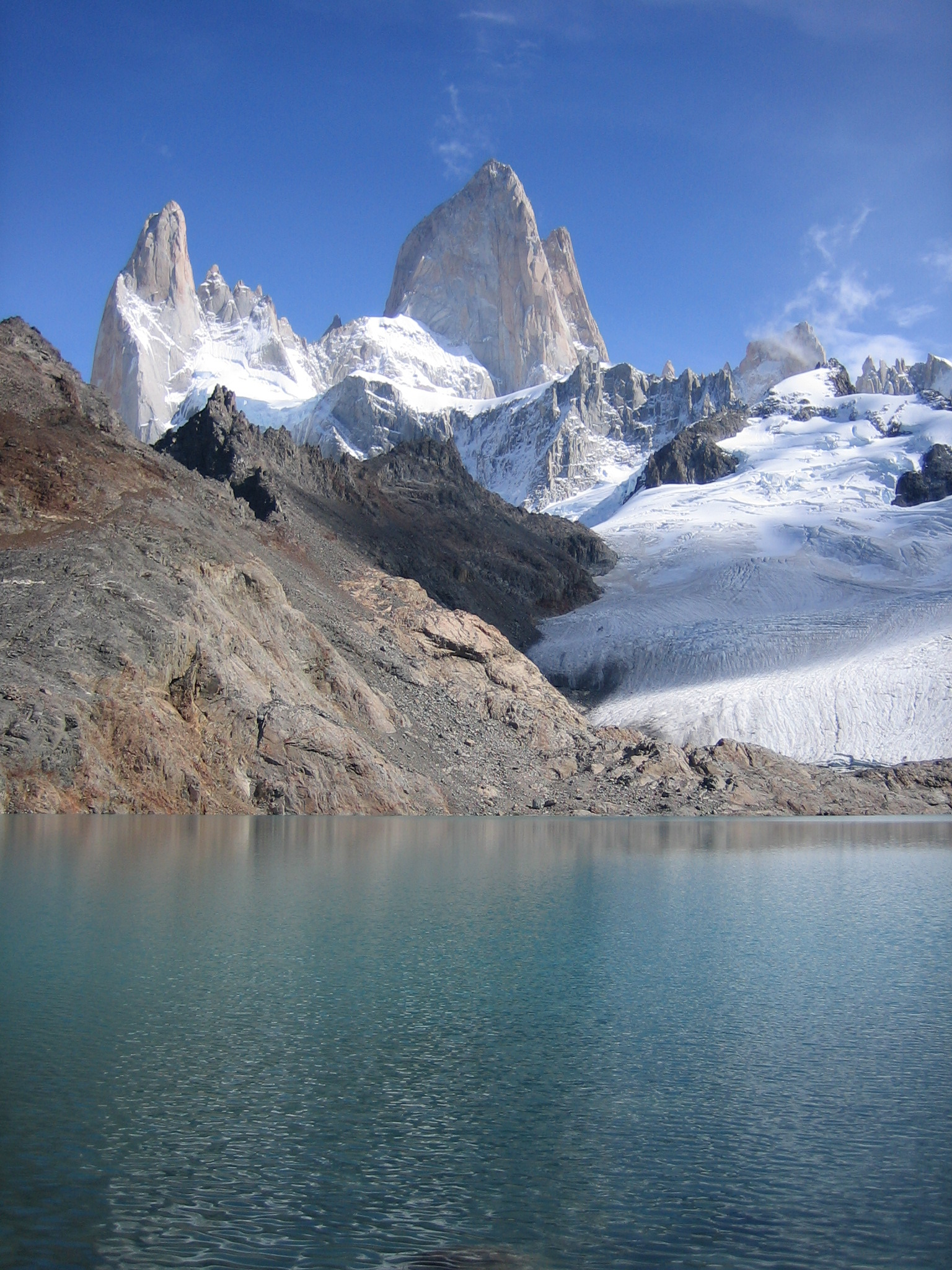
Fitz Roy.
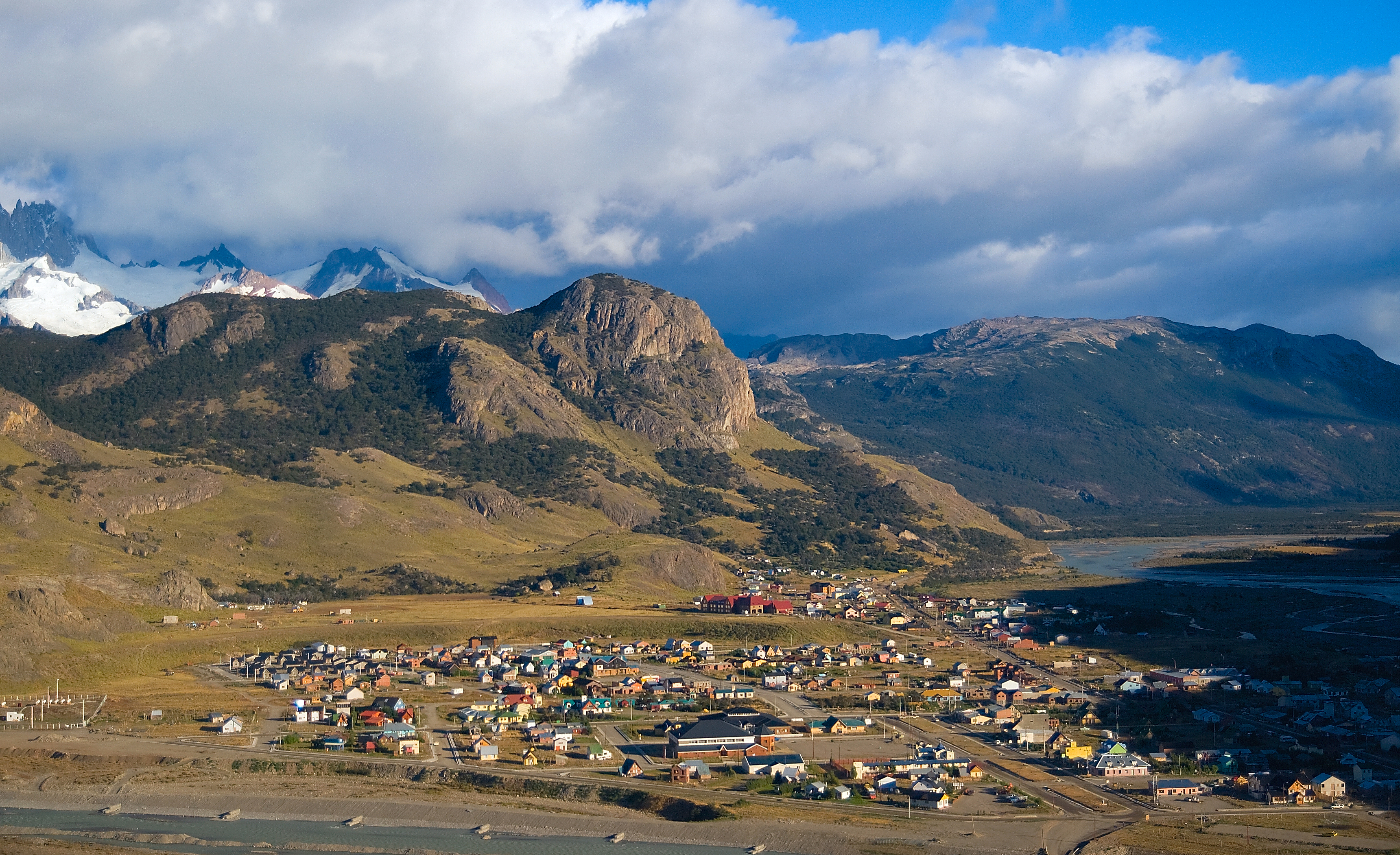
Samhället sett från bergen.
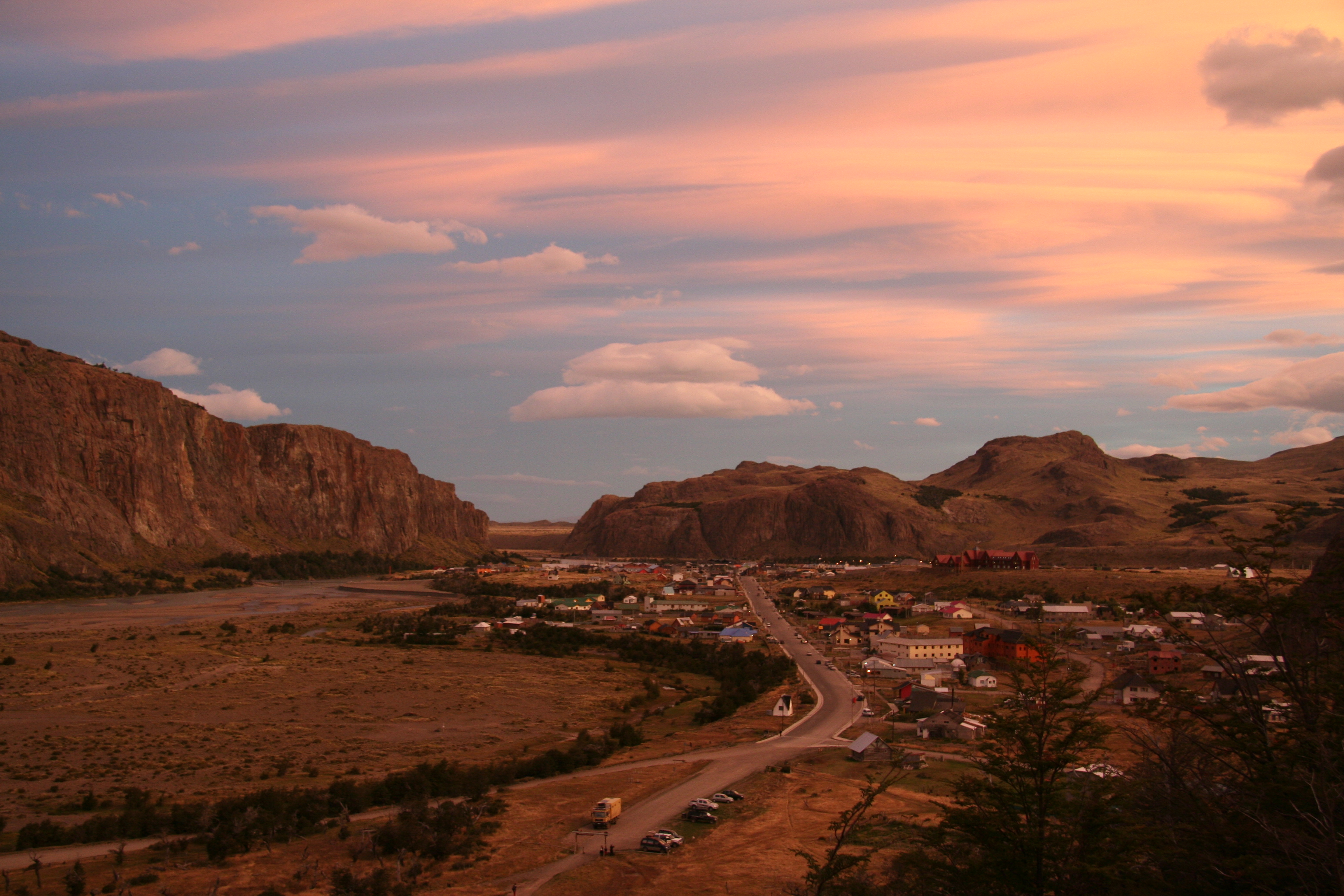
Vy över samhället.